# Colette Maze
Colette Maze (* 16. Juni 1914 in Paris als Colette Claire Saulnier; † 19. November 2023 ebenda) war eine französische Pianistin.

## Leben
Colette Saulnier wuchs in Paris in einer großbürgerlichen Familie auf. Ihr Vater war der Industrielle Léon Pierre Saulnier (Leiter einer Düngemittelfabrik), ihre Mutter Denise Claire Piollet. Mit fünf Jahren begann sie, Klavier zu spielen. Sie bezeichnete die Musik als die Flucht vor ihrer strengen Mutter. Sie wurde anfangs zuhause unterrichtet. Mit 15 Jahren begann sie ihr Klavierstudium an der École normale de musique de Paris, wo sie bei Alfred Cortot und Nadia Boulanger studierte und 1934 ihren Abschluss machte.
Sie arbeitete ihr Leben lang als Klavierlehrerin. Einzig im Zweiten Weltkrieg arbeitete sie als Krankenschwester. Erst im hohen Alter begann sie, Alben mit Klavieraufnahmen zu veröffentlichen. Sie widmete sich vor allem der Romantik und Komponisten wie Claude Debussy und Robert Schumann. Im Mai 2021 erschien das 3-CD-Album Un Siècle avec Debussy, und im Juli 2023 ist ihr sechstes Album 109 ans de piano erschienen. Damit ist Maze die älteste Pianistin, die jemals ein Album aufgenommen hat.
Mit Hubert Dumas bekam sie 1949 den Sohn Fabrice, der Filmregisseur wurde und gleichzeitig auch als ihr Manager wirkte. 
Colette Saulnier heiratete am 29. Dezember 1958 Émile Fernand Maze im 17. Arrondissement von Paris. Sie lebte zuletzt im 15. Arrondissement von Paris. Sie hielt sich mit Yoga-Übungen und Klavierspielen fit. Sie spielte jeden Tag vier Stunden lang Klavier. Im November 2023 starb Maze im Alter von 109 Jahren in Paris, wo sie zeitlebens gewohnt hatte.

## Diskografie
- 2002: Préludes
- 2014: Piano
- 2018: 104 ans de piano
- 2019: 105 ans de piano
- 2021: Un Siècle avec Debussy
- 2023: 109 ans de piano